# Liste de producteurs d'aluminium
Cette liste non exhaustive des producteurs d'aluminium présente par ordre alphabétique les principales entreprises mondiales ou groupes multinationaux produisant de l'aluminium :

- Aluar (Argentine)
- Alcoa (États-Unis)
- Alumina
- Aluminerie Alouette (Canada)
- Aluminium du Maroc (Maroc)
- Aluminium Corporation of China ou Chalco (Chine)
- Anglesey Aluminium
- Arconic (États-Unis)
- Austria Metall ou AMAG
- Bharat Aluminium Company
- British Aluminium
- Constellium (France/États-Unis)
- Dubal (Dubai, Émirats arabes unis)
- Elval, Viohalco Group (Grèce)
- Halco Mining
- Hindalco (Inde)
- Iranian Aluminium Company (Iran)
- Magyar Aluminium
- Mitsubishi Aluminum (Japon)
- National Aluminium Company
- Navard Aluminum
- Norsk Hydro (Norvège)
- Novelis
- Podgorica Aluminium Plant
- Rio Tinto Alcan
- Rusal (Russie)
- Toyal
- Trimet Aluminium (Allemagne / France)

## Volume produit par pays
La liste ci-dessus ne permet pas de voir le volume d'aluminium produit par pays. En 2020, les 5 premiers pays producteurs en millions de tonnes sont :
- la Chine (37)
- la Russie (3,9)
- l'Inde (3,6)
- le Canada (3,11)
- les Émirats arabes unis (2,5).

## Anciennes entreprises du secteur de l'aluminium
- Alcan (Canada)
- Alusuisse (Suisse)
- Comalco devenu Rio Tinto Aluminium
- Corus (Royaume-Uni), racheté par Tata Steel
- Elkem
- Pechiney (France)
- Reynolds Metals Company